# The Ukulele Orchestra of Great Britain
A Ukulele Orchestra of Great Britain (UOGB) é um conjunto musical britânico fundado em 1985 por George Hinchliffe e Kitty Lux. A orquestra apresenta ukuleles de vários tamanhos e registros do soprano ao baixo. A UOGB é mais conhecida por executar covers musicalmente fiéis, mas muitas vezes irônicos, de canções populares e peças musicais de uma ampla variedade de gêneros musicais retirados "do rico desfile da música ocidental". As canções são frequentemente executadas com uma reinterpretação, às vezes com uma reviravolta completa de gênero, ou canções bem conhecidas de vários gêneros são perfeitamente entrelaçadas. As canções são introduzidas com humor leve e inexpressivo, e a justaposição é uma característica de seu ato; os membros da orquestra usam trajes de noite semiformais (smoking) e sentam-se atrás de estantes de partituras, em uma paródia de um conjunto clássico.
A UOGB permaneceu propositalmente um grupo musical independente, sem contrato com nenhuma gravadora. Além de Lux e Hinchliffe, David Suich e Ritchie Williams são membros originais; Hester Goodman, Will Grove-White, Jonty Bankes e Peter Brooke Turner se juntaram à orquestra no início dos anos 1990, Leisa Rea em 2003, Ben Rouse em 2014 e Laura Currie em 2021. Lux faleceu em 2017, dois anos após se aposentar da orquestra devido a problemas de saúde crônicos. Ao longo dos anos, a UOGB lançou mais de 30 álbuns, mas passou a maior parte do tempo em turnês pelo mundo.
A UOGB tem recebido consistentemente elogios da mídia por seus concertos. A Ukulele Orchestra of Great Britain tem sido chamada de "não apenas uma instituição nacional, mas também um fenômeno mundial". A UOGB também tem sido frequentemente creditada como a principal responsável pelo atual ressurgimento mundial da popularidade do ukulele e dos grupos de ukulele.

## Formação
The Ukulele Orchestra of Great Britain (UOGB) foi formada em Londres em 1985, quando o multi-instrumentista e musicólogo George Hinchliffe deu à sua amiga, a cantora pós-punk Kitty Lux, um ukulele de aniversário, depois que ela demonstrou interesse em aprender mais sobre harmonia. Depois de tocarem juntos pela primeira vez, eles compraram alguns ukuleles para alguns de seus amigos, incluindo David Suich e Richie Williams. Williams lembrou que seu primeiro ukulele custou "£ 17 com desconto no atacado". Hinchliffe nomeou o novo grupo musical com um oxímoro deliberado, 'The Ukulele Orchestra of Great Britain', "e de repente éramos a primeira orquestra de ukulele do mundo". O ukulele foi selecionado por sua versatilidade musical, em vez de seu valor de novidade. Hinchliffe informou ao The Chicago Tribune que a ideia original incluía transformar um instrumento ridicularizado, que não tinha um repertório sério próprio, em um instrumento de concerto respeitado. Era um "instrumento estranho" com uma "folha em branco" que não era limitada pelas convenções da música clássica ou rock.

Hinchliffe explica ao Chicago Tribune por que o ukulele foi escolhido — 
"Ele tem uma voz doce, é barato e fácil de tocar, e você pode carregá-lo como bagagem de mão" e, como o ukulele não tem repertório próprio, "ele nos permite fazer coisas que são divertidas e criativas sem ter que atender aos requisitos técnicos de sermos músicos clássicos virtuosos ou músicos pop preocupados com a imagem."

Hinchliffe informou ao Houston Chronicle que a ideia pós-punk era que a orquestra fosse um "antídoto à pompa, egomania, cultos à personalidade, roubos, absurdos operacionais padrão do mercado musical e prima donnas". Os membros da orquestra já haviam trabalhado em vários gêneros musicais, mas estavam cansados das convenções, estereótipos de gênero e pretensão dentro da indústria musical. A UOGB permaneceu um ato de música independente que deliberadamente não assinou com uma gravadora. Hinchliffe declarou ao The Yorkshire Post que a ideia da UOGB era se divertir um pouco "onde não temos os agentes, os empresários e as gravadoras ditando os termos".

## História
O primeiro show da UOGB foi no pub Roebuck, próximo à Praça da Igreja da Trindade em Londres. Embora a intenção fosse ser um show único, os ingressos esgotaram e, após apenas mais uma apresentação, a orquestra já estava na rádio nacional. Por um tempo, a orquestra teve uma sessão mensal regular nos fundos do antigo pub Empress of Russia em Islington, Londres. Em três anos, a orquestra já havia se apresentado ao vivo na BBC Radio 1 e na BBC One Television, lançado um álbum e se apresentado no festival WOMAD.
Hester Goodman, Will Grove-White, Jonty Bankes e Peter Brooke Turner se juntaram à orquestra no início dos anos 1990.
Durante a maior parte de sua existência, a orquestra esteve em turnês ativas pelo mundo, partindo de lugares que vão de Spitsbergen, Svalbard, no Círculo Polar Ártico, até o Teatro Taindi de Chongqing, na China. Eles se apresentaram em diversos locais e eventos, desde salões de vilas locais até locais mundialmente famosos, incluindo o clube de jazz de Ronnie Scott, o Royal Festival Hall, as Casas do Parlamento, o Cambridge Folk Festival, Festival de Edimburgo, Festival de Hay, Festival de Glastonbury, o Carnegie Hall de Nova Iorque e a Ópera de Sydney.
Na terça-feira, 18 de agosto de 2009, a UOGB realizou um concerto como parte da temporada 2009 do BBC Proms no Royal Albert Hall, em Londres, onde foi o baile de formatura noturno com vendas mais rápidas da história. Ben Rouse juntou-se à UOGB em 2014. Para a sua turnê de 2014 pela China, o British Council descreveu a UOGB como uma orquestra "celebrada pela sua harmonia com o público e por provocar uma reação alegre e positiva". Em 2016, a UOGB entreteve Elizabeth II no Castelo de Windsor numa festa privada para celebrar o 90.º aniversário da rainha.

### Membros (em 2022)
Informações do site oficial da UOGB.
- George Hinchliffe (cofundador em 1985)(também diretor musical da UOGB)
- David Suich (ingressou em 1985)
- Richie Williams (ingressou em 1985, retornou em 2003)
- Hester Goodman (ingressou em 1990)
- Will Grove-White (ingressou em 1991)
- Jonty Bankes (ukulele baixo) (ingressou em 1992)
- Peter Brooke Turner (ingressou em 1994)
- Leisa Rea (ingressou em 2003)
- Ben Rouse (ingressou em 2014)
- Ewan Wardrop
- Laura Currie (ingressou em 2021)
- Dave Bowie (ingressou em 1985)

### Membros anteriores
- Kitty Lux, integrante da banda e cofundadora com George Hinchliffe, faleceu em 16 de julho de 2017, aos 59 anos, após sofrer de vários problemas crônicos de saúde. Lux se recuperou de um transplante de rim poucos dias antes do concerto do Proms. Ela se aposentou das apresentações públicas após sofrer um acidente vascular cerebral em 2015.[15] Alguns integrantes da UOGB exibem uma pequena gravata borboleta de bolinhas vermelhas e brancas em suas roupas ou no ukulele, em memória de Lux, que sempre usava uma peça de roupa com bolinhas durante as apresentações.[30][31]

## Estilo artístico e repertório

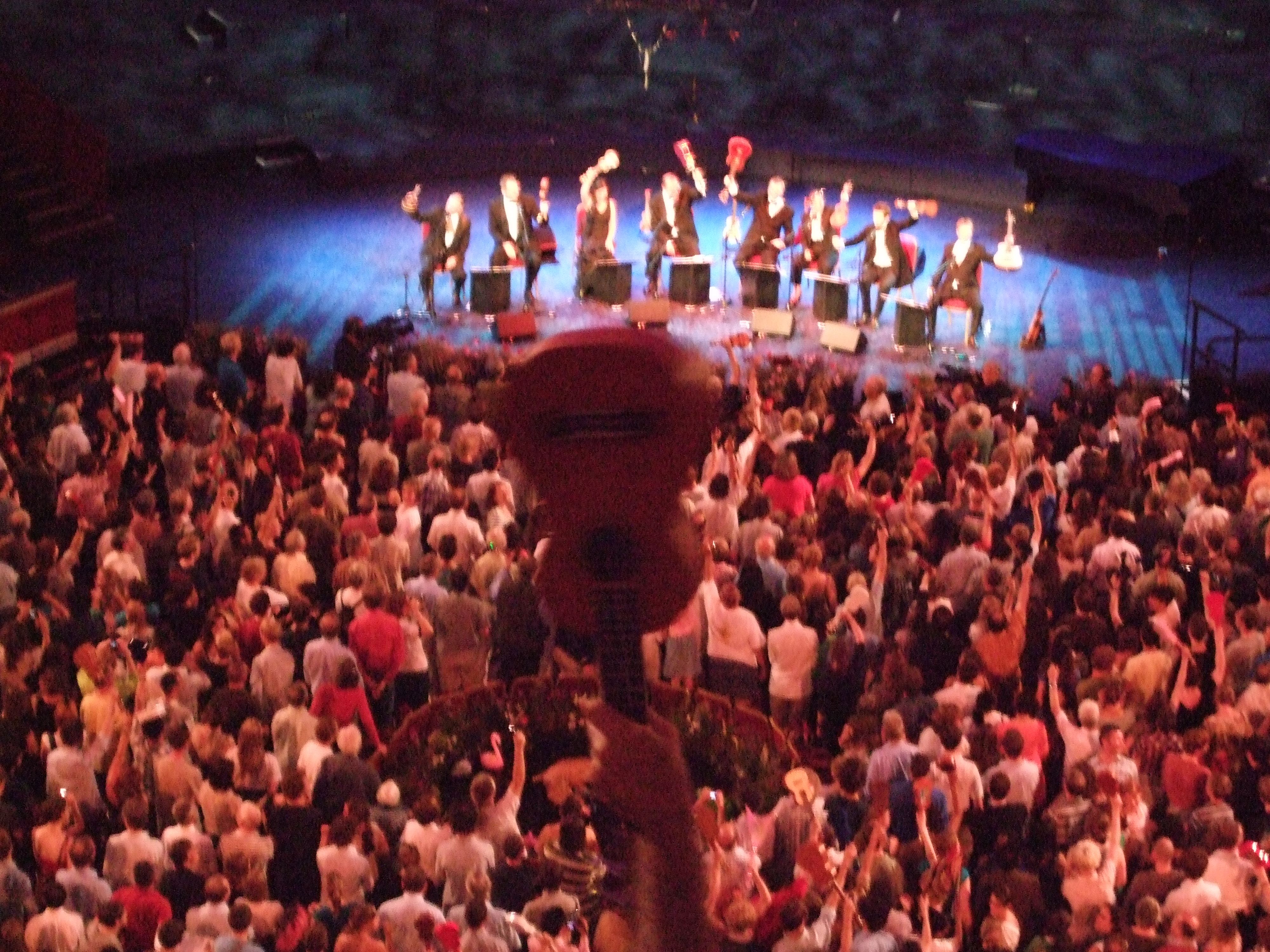
Participação do público durante a apresentação da UOGB nos concertos the Proms no Royal Albert Hall em 19 de julho de 2009. Hinchliffe anunciou no palco: "um fragmento de Beethoven para 1.008 ukuleles".

Um concerto típico da UOGB, de acordo com o New York Times, é uma "matriz de gêneros" de covers musicais que abrangem desde "Cavalgada das Valquírias", de Richard Wagner, até "Anarchy in the U.K.", dos Sex Pistols O Chicago Tribune relata que a orquestra está "feliz em saquear qualquer coisa do rico desfile da música ocidental", enquanto percorre livremente a ampla gama de música popular e gêneros musicais artísticos. A orquestra de ukulele é conhecida por retrabalhar clássicos de canções populares, às vezes mudando os gêneros musicais das melodias para que as expectativas do público sejam subvertidas. Por exemplo, o power pop "Pinball Wizard" se transforma em um a cappella harmonizado com um vocal principal vaudevilliano de Hinchliffe, enquanto o chamado punk rock "Anarchy in the UK" do Sex Pistol é executado no estilo de uma aconchegante canção folk cantada junto à fogueira de Simon & Garfunkel, onde o público é encorajado a participar. O grupo pega a canção de 1937 de George Formby "Leaning on a Lamp-post", mas a transforma em um "Lenin On A Lamppost" executada em um estilo cossaco russo.

## Discografia

### Single
- Miss Dy-na-mi-tee – 2005, Longman Records (CD)

### Álbuns de estúdio
- The Ukulele Variations – 1988, Disque Ethnique (LP); CBS/Sony Records (CD)
- Hearts of Oak – 1990, CBS/Sony Records (CD)
- A Fist Full of Ukuleles – 1994, Sony Records (CD)
- Pluck – 1998, Tachyon Records (CD)
- Songs for Plucking Lovers – 2000, UOGB(CD)
- Anarchy in the Ukulele – 2000, UOGB(CD)
- Eine Kleine Ukemusik – 2000, UOGB(CD)
- The Secret of Life – 2004, Longman Records (CD)
- Miss Dy-na-mi-tee – 2005, Longman Records (CD single)
- Precious Little – 2007, UOGB (CD)
- Christmas with the Ukulele Orchestra of Great Britain – 2008, UOGB (CD)
- (Ever Such) Pretty Girls – 2015, UOGB (CD)
- Lousy War 2016, UOGB (CD)
- The Originals 2016, UOGB (CD)
- By Request (Songs From The Set List) 2018, UOGB(CD)
- The Only Album by the Ukulele Orchestra You Will Ever Need Volume Three – 2019, UOGB (CD)
- The Only Album By The Ukulele Orchestra You Will Ever Need, Vol. 9 – 2020, UOGB (CD)
- Never Mind The Reindeer – 2020, UOGB (CD)
- One Plucking Thing After Another - 2021, UOGB (CD)

### Álbuns ao vivo
- Anarchy in the Ukulele – 2005 (CD)
- Live in London #1 – 2008, UOGB (CD)
- Live in London #2 – 2009, UOGB (CD)
- Still Live – 2011, UOGB (CD)
- Uke-Werk – 2013, UOGB (CD)
- The Keeper – 2016, UOGB (CD)

### Compilações
- Top Notch – 2001, UOGB (CD)
- Bang Bang(My Baby Shot Me Down) EP – The Ukulele Orchestra Vs Ibiza Air – 2013, UOGB (CD)

### DVDs
- Anarchy in the Ukulele – 2005, UOGB (DVD)
- Prom Night – Live at the Royal Albert Hall – BBC Proms 2009 – 2009, UOGB (DVD)
- The Ukes Down Under – 2012, Litmus Films (DVD)
- The Ukes in America – 2013, Litmus Films (DVD)